# 衝鋒 (電影)
《衝鋒》是一部未上映的香港犯罪動作片，講述香港油尖旺區發生珠寶搶案，衝鋒隊Car 3出擊意圖將猖狂劫匪繩之以法，但一段過往秘密隨之浮出水面。電影由吳家偉執導，英皇電影出品，方中信、呂良偉、安志傑、張繼聰、陳家樂、陳國邦、張文傑及馬思惠主演；2023年1月至3月在尖沙咀拍攝。

## 演員
- 方中信[1]飾演鄭志斌：衝鋒隊Car 3組長。
- 呂良偉[1]飾演金先生
- 安志傑[1]飾演阮卓武：集團劫匪成員，阮卓龍的兄弟。
- 張繼聰[1]飾演阮卓龍：集團劫匪頭目，阮卓武的兄弟。
- 陳家樂[1]飾演張家和：衝鋒隊Car 3隊員。
- 陳國邦[1]飾演老豆
- 張文傑[1]飾演黑仔
- 馬思惠[1]飾演爆哥
- 錢嘉樂[1]飾演陳桂

## 製作
《衝鋒》由吳家偉執導，英皇電影出品，也是主演方中信及呂良偉相隔30年再合作（1993年的《虎穴屠龍之轟天陷阱》）。電影2023年1月8日起在香港尖沙咀加連威老道展開主要拍攝。據方中信所述，劇組在一間舊商場拍片時關閉了抽風系統，導致眾人曾擔心會受感染。此外，每日封街時間有限，加上民眾圍觀，導致拍攝進度容易受到影響。
《衝鋒》2023年3月2日宣告殺青，同時對外發布製作特輯《永不言退》以及現場工作照。劇組在狹窄的巷弄中完成了20多顆動作鏡頭，並爆破了20多輛車，主演們也大多親自上陣完成動作特技。張文傑除主演外亦身兼動作指導，在拍攝過程中不慎造成小腿肌肉撕裂傷，但仍忍痛繼續工作；而導演吳家偉也同樣帶病上工。

## 外部連結
- 《衝鋒》的Facebook專頁
- 香港影庫上《衝鋒》的資料（繁體中文）
- 豆瓣电影上《衝鋒》的資料 （简体中文）